# Herb Saint John (Jersey)

Herb miasta i parafii Saint John

Herb parafii Saint John (świętego Jana),  - symbol jednego z okręgów administracyjnych (zwanych parafiami), na wyspie Jersey, jednej z Wysp Normandzkich, którego stolicą jest miasto Saint John. Przedstawia na tarczy w polu zielonym srebrny krzyż maltański.
Zielone pole herbu nawiązuje do patrona regionu - Parish of Saint John of the Oaks (parafia świętego Jana pod Dębami).
Herb przyjęty został w 1921 roku.